# Malá Čausa
Malá Čausa (in tedesco Klein Tschuasch, Klein Tschebesch o Kleintschauß, in ungherese Kiscsóta) è un comune della Slovacchia facente parte del distretto di Prievidza, nella regione di Trenčín.
Fu menzionato per la prima volta in un documento storico nel 1430 con il nome di Kys Chewche. All'epoca apparteneva alla Signoria di Bojnice. Successivamente passò ai conti Pálffy.